# Davanti San Guido
Davanti San Guido è un'ode composta da Giosuè Carducci. È invalsa nell'uso la datazione del dicembre 1874, ma sappiamo da fonti autorevoli e vicine al poeta come a quella data ne avesse scritte solo le prime venti strofe, lasciando la poesia interrotta fino all'estate 1886, quando a Caprile la terminò, nel corso di un soggiorno alpino.
Fu probabilmente la recente visita a Castagneto, dove aveva trascorso l'infanzia, a donargli l'ispirazione necessaria per portare a compimento la poesia, che fu pubblicata nella raccolta Rime nuove (1887).
L'opera trae spunto da un viaggio in treno compiuto dallo stesso Carducci per tornare a Bologna. Durante il viaggio, nel cuore della Maremma toscana, il poeta rivede i luoghi dell'infanzia, con i cipressi alti e schietti che dall'oratorio di San Guido vanno a Bolgheri 'in duplice filar'.
I ricordi della fanciullezza, evocati dalla visione dei cipressi e, per ultimo, dall'immagine quasi romantica di Nonna Lucia (la nonna paterna del poeta alla quale egli era particolarmente legato e che è sepolta nel piccolo cimitero di Bolgheri) si contrappongono al viaggio del poeta verso Bologna, dove l'aspetta la Tittì, la sua cara bambina.
Da un lato la tentazione di ritornare indietro nel tempo, in quel paesaggio che lo vide bambino; dall'altro l'impossibilità di tornare al passato, con il treno che continua rapido il suo viaggio.